# Lichnice
Lichnice (wcześniej też Lichtenburk, od niem. Lichtenburg) – ruiny zamku (480 m n.p.m.) na terenie Czech w Górach Żelaznych we wsi Podhradí, na terenie powiatu (okresu) Chrudim w Kraju pardubickim.
Zamek został zbudowany ok. 1261 przez Smila z Lichtenburka (zwanego również Smilem z Żytawy). Pierwotna nazwa Lichtenburg mogła być przetłumaczona jako zamek ze światłem lub zamek świetlny, z czasem została sczechizowana do postaci Lichnice. Pierwsza poważna przebudowa nastąpiła w XIV w., a w 1410 stał się zamkiem królewskim. W 1421 zdobyty przez Husytów. Od XVII w. doszło do powolnegu upadku warowni – w 1610 zniszczył ją pożar, potem najazd Szwedów (1646), a w końcu rozkaz o zburzeniu zamków wydany po wojnie trzydziestoletniej przez Ferdynanda II Habsburga.
Do naszych czasów zachowały się: część walcowatej wieży, resztki murów obwodowych, część piwnic, a także fragmenty sal i pomieszczeń przyziemia z pozostałościami kamieniarki gotyckiej i renesansowej. Ruiny są punktem widokowym na dolinę Sazawy, Kotlinę Czaslawską i grzbiety Gór Żelaznych (Obszar Chronionego Krajobrazu – Chráněná krajinná oblast Železné hory). Na terenie wsi Podhradí znajduje się ponad 700-letni Žižkův dub (Dąb Jana Żiżki) oraz wiele starych ludowych chałup.
W 1991, po niezbędnych pracach zabezpieczających, ruiny zostały udostępnione turystom.
Od stacji kolejowej Třemošnice do zamku można dojść idąc 2 km szlakiem turystycznym. Interesujące jest też dojście Wąwozem Lowietińskim (Lovětínská rokle). Do zamku można także dojechać samochodem – parking znajduje się 300 m od ruin.